# کریم شاه نظر
کریم شاه نظر، روستایی در دهستان محمدآباد بخش مرکزی شهرستان هامون در استان سیستان و بلوچستان ایران است.

## جمعیت
بر پایه سرشماری عمومی نفوس و مسکن در سال ۱۳۹۵، جمعیت این روستا برابر با ۲۲ نفر (۶ خانوار) بوده است.